# پیکامیلون
پیکامیلون (انگلیسی: Picamilon) دارویی است که از ترکیب مصنوعی نیاسین و γ-آمینوبوتیریک اسید (GABA) تشکیل می شود. این دارو در سال ۱۹۶۹ در اتحاد جماهیر شوروی توسعه یافت و بیشتر در روسیه و ژاپن به عنوان پیش داروی گابا مورد مطالعه قرار گرفت.
یک مطالعه بر روی حیوانات نشان داد که پیکامیلون در سد خونی مغز نفوذ می کند و سپس به گابا و نیاسین هیدرولیز می شود. گابا آزاد شده در تئوری گیرنده های گابا را فعال می کند و به طور بالقوه پاسخ ضد اضطرابی ایجاد می کند. دومین جزء آزاد شده، نیاسین، یک گشادکننده عروق است.